# Danse Macabre (álbum de Duran Duran)
Danse Macabre es el decimosexto álbum de estudio de la banda Duran Duran. Fue lanzado el 27 de octubre de 2023 a través de BMG y Tape Modern. Un álbum con temática de Halloween, el disco incluye tres pistas nuevas, versiones y versiones reinventadas de material antiguo de Duran Duran. Aparecen los ex guitarristas Andy Taylor y Warren Cuccurullo, haciendo sus primeras apariciones en un LP de Duran Duran desde Astronaut de 2004 y Pop Trash de 2000, respectivamente. Nile Rodgers y Victoria De Angelis de Måneskin también aparecen como artistas invitados.

## Antecedentes
El 20 de marzo de 2023, Duran Duran confirmó que tenían un álbum programado para lanzarse a finales de ese año que incluiría al ex guitarrista Andy Taylor en algunas pistas seleccionadas. La inspiración para el álbum conceptual provino de un espectáculo de Halloween que la banda tocó en Las Vegas el 31 de octubre de 2022. Como resultado, el cantante Simon Le Bon declaró que el disco trata "sobre una loca fiesta de Halloween" y "se supone que será divertido". El teclista Nick Rhodes reveló que el proyecto "se metamorfoseó a través de un proceso puro y orgánico" y se hizo más rápido que cualquier cosa que hubieran hecho desde su álbum debut. También explicó que el resultado es algo que no podían predecir, citando los elementos centrales de la banda: "emoción, estado de ánimo, estilo y actitud", como la esencia del álbum. Se resumió como "la banda sonora de su fiesta de Halloween definitiva". El miembro fundador y bajista John Taylor añadió que el álbum "ofrece una visión interesante de la personalidad de la banda" con música que "tiene un gran impacto".
Si bien Danse Macabre ya estaba disponible para pedidos por adelantado a mediados de agosto de 2023, no se anunció oficialmente hasta el 30 de agosto. El sencillo principal del mismo nombre fue lanzado el mismo día. Según Rhodes, la canción pretendía celebrar "la alegría y la locura de Halloween". Producido por la banda Josh Blair y Mr Hudson, el conjunto de canciones incluye seis versiones: "Bury a Friend" de Billie Eilish, "Supernature" de Cerrone, "Paint It Black" de The Rolling Stones, "Spellbound" de Siouxsie and the Banshees, "Ghost Town" de los Specials y "Psycho Killer" de Talking Heads, y remakes de tres canciones más antiguas de Duran Duran: "Night Boat" de 1981, "Secret Oktober" de 1983 (como "Secret Oktober 31st") y "Love Voodoo" de 1993 rebautizado como "Love Voudou". También incluye "Super Lonely Freak", una fusión estilística de "Lonely in Your Nightmare" (1982) de la banda y "Super Freak" de Rick James.

## Lista de canciones
| N.º | Título                                                                        | Duración |  |
| 1.  | «Nightboat»                                                                   | 4:23     |  |
| 2.  | «Black Moonlight» (con Nile Rodgers)                                          | 3:06     |  |
| 3.  | «Love Voudou»                                                                 | 4:29     |  |
| 4.  | «Bury a Friend» (cover de Billie Eilish)                                      | 3:04     |  |
| 5.  | «Supernature» (cover de Cerrone)                                              | 3:44     |  |
| 6.  | «Danse Macabre»                                                               | 4:22     |  |
| 7.  | «Secret Oktober 31st»                                                         | 4:22     |  |
| 8.  | «Ghost Town» (cover de The Specials)                                          | 3:00     |  |
| 9.  | «Paint It Black» (cover de The Rolling Stones)                                | 2:38     |  |
| 10. | «Super Lonely Freak» (cover de Rick James)                                    | 4:27     |  |
| 11. | «Spellbound» (cover de Siouxsie and the Banshees)                             | 3:27     |  |
| 12. | «Psycho Killer» (cover de Talking Heads; con Victoria De Angelis de Måneskin) | 4:25     |  |
| 13. | «Confession in the Afterlife»                                                 | 4:33     |  |

## Créditos
- Simon Le Bon – voces, producción
- John Taylor – bajo, producción
- Nick Rhodes – teclados, producción
- Roger Taylor – batería, producción